# Rouvres-en-Multien
Rouvres-en-Multien ist eine Gemeinde mit 472 Einwohnern (Stand: 1. Januar 2022) im französischen Département Oise in der Picardie. Sie gehört dort zum Kanton Nanteuil-le-Haudouin (bis 2015 Betz) im Arrondissement Senlis. 

## Lage
Rouvres-en-Multien liegt etwa 47 Kilometer ostsüdöstlich von Senlis und grenzt an die Nachbargemeinden Boullarre im Norden und Nordwesten, Neufchelles im Osten und Nordosten, Varinfroy im Osten und Südosten, May-en-Multien im Süden sowie Rosoy-en-Multien im Westen und Südwesten. Im Süden des Gemeindegebietes verläuft der Bach Gergogne, der zum Ourcq entwässert.

## Bevölkerungsentwicklung
| Jahr                      | 1962 | 1968 | 1975 | 1982 | 1990 | 1999 | 2006 | 2013 |
| ------------------------- | ---- | ---- | ---- | ---- | ---- | ---- | ---- | ---- |
| Einwohner                 | 204  | 202  | 241  | 305  | 407  | 481  | 476  | 466  |
| Quelle: Cassini und INSEE |      |      |      |      |      |      |      |      |

## Sehenswürdigkeiten

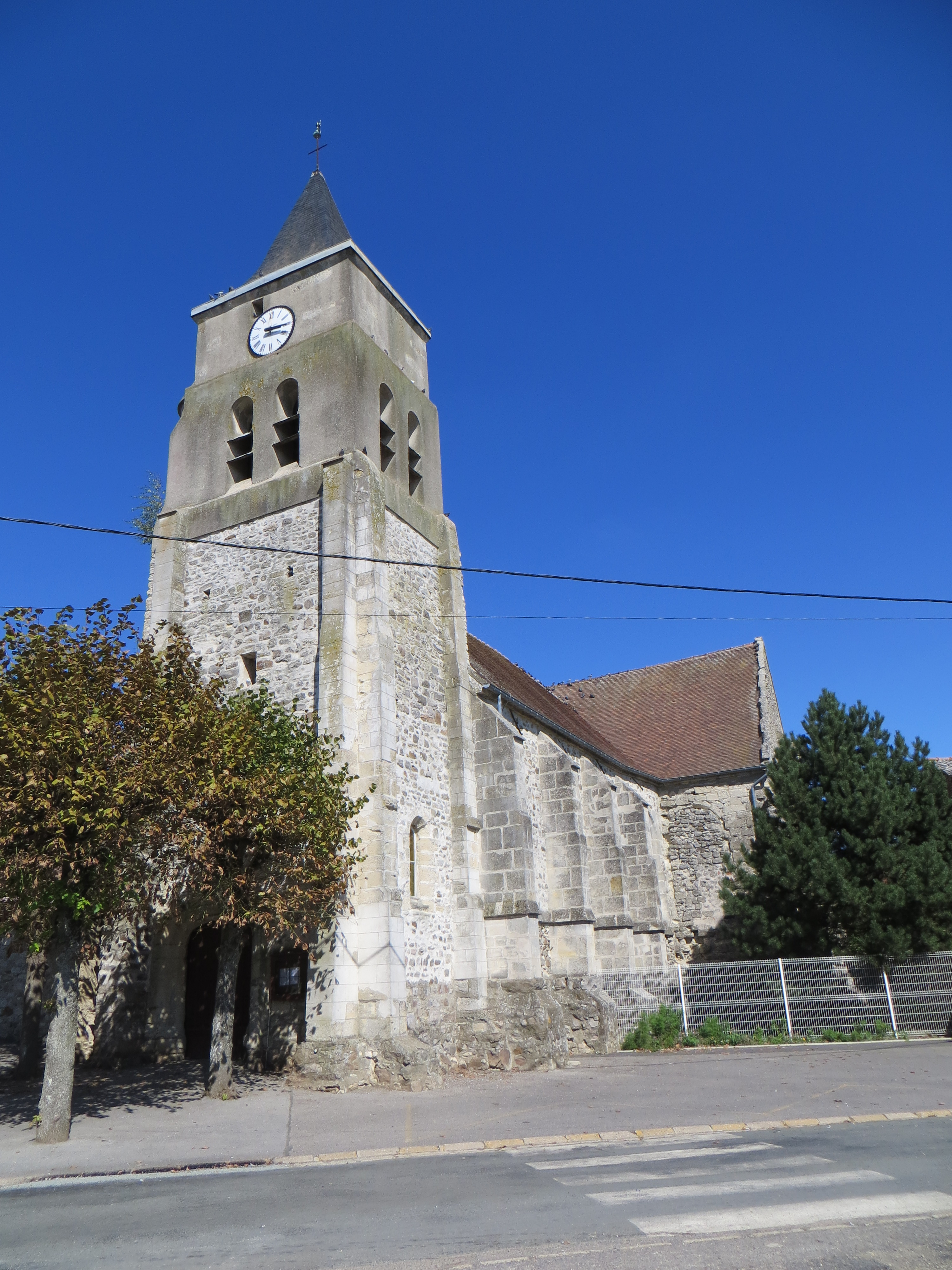
Kirche Saint-Faron

- Kirche Saint-Faron aus dem 12. Jahrhundert